# Ceropegia distincta
Ceropegia distincta är en oleanderväxtart som beskrevs av Nicholas Edward Brown. Ceropegia distincta ingår i släktet Ceropegia och familjen oleanderväxter.

## Underarter
Arten delas in i följande underarter:
- C. d. brevirostris
- C. d. rostrata